# Mateen Cleaves
Mateen Ahmad Cleaves  (Flint, Míchigan, 7 de septiembre de 1977) es un exjugador de baloncesto estadounidense que jugó durante 6 temporadas en la NBA. Con 1,88 metros de estatura, jugaba en la posición de base. Fue titular en el equipo de los Michigan State Spartans que ganaron el título de la NCAA en el año 2000.

## Trayectoria deportiva

### Universidad
Jugó durante cuatro temporadas con los Spartans de la Universidad Estatal de Míchigan, siendo titular en 91 de los 97 partidos que disputó. En 1998 y en 2000 fue incluido en el segundo quinteto All-American, mientras que en 1999 lo era en el primero. En 1998 fue elegido como mejor jugador de la Big Ten Conference tanto por la prensa como por los entrenadores. En 2000 ganó con los Spartans el título de campeones de la NCAA tras derrotar a Florida en la final, siendo elegido como el mejor jugador del torneo.
Posee en la actualidad el récord de más asistencias de la Big Ten con 811, siendo uno de los 22 únicos jugadores de la historia de la NCAA en pasar de 800 pases de canasta. Es, además, el líder histórico de los Spartans en robos de balón, con 193. En el total de su carrera universitaria promedió 12,5 puntos y 6,6 asistencias por partido.

### Profesional
Fue elegido en la decimocuarta posición del Draft de la NBA de 2000 por Detroit Pistons, donde en su primera temporada como profesional promedió 5,4 puntos y 2,7 asistencias por partido. Fue elegido para participar en el Rookie Challenge de ese año, partido en el que anotó 16 puntos. Al año siguiente es traspasado a Sacramento Kings, donde estaría dos años en los que sufrió innumerables lesiones que le impidieron jugar buena parte de ambas temporadas. En la temporada 2001-02 una fascitis plantar le hizo perderse 50 partidos, mientras que en su segundo año fue una tendinitis la que lo mantuvo alejado de las pistas casi todo el año.
Al año siguiente tiene que conformarse con jugar en la NBA D-League, en el equipo de los Huntsville Flight, promediando 13,7 puntos y 5,9 asistencias por partido. En marzo de 2004 firma un contrato de 10 días con Cleveland Cavaliers, con los que jugó 4 partidos, siendo titular en 2 de ellos, promediando 3,8 puntos y 4,8 asistencias. Las dos siguientes temporadas las juega en Seattle Supersonics, pero con apariciones muy esporádicas. En 2006 ficha por el UNICS Kazán de la Superliga de baloncesto de Rusia, regresando a la NBA D-League en enero del año siguiente, fichando por Bakersfield Jam. Al acabar la temporada regresa a Europa, concretamente al Panionios BC de la liga griega, regresando de nuevo a los Jam, completando su mejor temporada como profesional, promediando 19 puntos y 10,3 asistencias por noche, siendo el segundo mejor de la liga en este apartado.

## Estadísticas de su carrera en la NBA

### Temporada regular
| Año     | Equipo     | PJ  | PT | MPP  | %TC  | %3P   | %TL  | RPP | APP | ROB | TPP | PPP |
| ------- | ---------- | --- | -- | ---- | ---- | ----- | ---- | --- | --- | --- | --- | --- |
| 2000-01 | Detroit    | 78  | 8  | 16.3 | .400 | .294  | .708 | 1.7 | 2.7 | .6  | .0  | 5.4 |
| 2001-02 | Sacramento | 32  | 0  | 4.8  | .441 | .250  | .889 | .3  | .8  | .2  | .0  | 2.2 |
| 2002-03 | Sacramento | 12  | 0  | 4.6  | .261 | 1.000 | .750 | .7  | .8  | .2  | .0  | 1.3 |
| 2003-04 | Cleveland  | 4   | 2  | 23.0 | .304 | .000  | .500 | 1.8 | 4.8 | 1.0 | .5  | 3.8 |
| 2004-05 | Seattle    | 14  | 0  | 4.6  | .357 | .000  | .750 | .4  | .5  | .1  | .0  | .9  |
| 2005-06 | Seattle    | 27  | 0  | 8.5  | .352 | .250  | .792 | .5  | 1.6 | .1  | .1  | 2.7 |
| Total   | Total      | 167 | 10 | 11.2 | .389 | .267  | .728 | 1.0 | 1.9 | .4  | .0  | 3.6 |